# Смъртоносно оръжие 4
„Смъртоносно оръжие 4“ (на английски: Lethal Weapon 4) е американски екшън комедия от 1998 г., продуциран и режисиран от Ричард Донър и с участието на Мел Гибсън, Дани Глоувър, Джо Пеши, Рене Русо, Крис Рок и Джет Ли (в своя американски филмов дебют). Това е четвъртата и последна част от филмовата поредица „Смъртоносно оръжие“.

## Актьорски състав
| Изпълнител        | Роля                                         |
| ----------------- | -------------------------------------------- |
| Мел Гибсън        | Мартин Бригс                                 |
| Дани Глоувър      | Ричард Мъртоу                                |
| Джо Пеши          | Лео Гетц                                     |
| Рене Русо         | Лорна Коле                                   |
| Крис Рок          | детектив Лий Бътърс                          |
| Джет Ли           | Уах Синг Ку                                  |
| Ким Чан           | чичо Бени Чан                                |
| Стив Кахан        | капитан Ед Мърфи                             |
| Калвин Джънг      | детектив Нг                                  |
| Джак Кехлър       | Служител на държавния департамент на САЩ     |
| Еди Ко            | Хонг, китайски бежанец                       |
| Мери Елън Трейнър | д-р Стефани Удс                              |
| Конан Лий         | Братът на Ку                                 |
| Дарлийн Лав       | Триш Мъртоу (съпругата на Ричард Мъртоу)     |
| Трейси Улф        | Риан Мъртоу-Бътърс (дъщеря на Ричард Мъртоу) |
| Деймън Хайнс      | Ник Мъртоу (син на Ричард Мъртоу)            |
| Ебони Смит        | Кари Мъртоу (дъщеря на Ричард Мъртоу)        |

## Български дублаж
| Озвучаващи артисти  | Йорданка Илова Станислав Димитров Веселин Ранков Кирил Бояджиев Христо Узунов |
| Преводач            | Христо Христов                                                                |
| Тонрежисьор         | Наско Кашаров                                                                 |
| Режисьор на дублажа | Здрава Каменова                                                               |